# اوله (استونی)
اوله (به لاتین: Ole) یک منطقهٔ مسکونی در استونی است که در دهستان اماسته واقع شده‌است.